# Сироти мали хрчки
Сироти мали хрчки је српски филм снимљен 1973. године који је режирао Владимир Момчиловић, а сценарио написао Гордан Михић.